# Wommelgem
Wommelgem è un comune belga di 12 117 abitanti nelle Fiandre (Provincia di Anversa).

## Amministrazione

### Gemellaggi
- Scheffau am Wilden Kaiser